# Johan Hägerström
Johan Hägerström född 30 maj 1781 död 19 augusti 1823 var en svensk blåsinstrumentbyggare i Stockholm. Han fick den 29 september 1818 tillåtelse att tillverka blåsinstrument, och var verksam de kommande åren. Han avled 1823 i en ålder av 42 år.
Han var bosatt i kvarteret Jericho i Jakobs församling, Stockholm.

## Produktion
| År   | Produkt/Arbete | Summa           |
| ---- | -------------- | --------------- |
| 1819 | Instrument.    | 200 riksdaler.  |
| 1820 | Instrument.    | 400 riksdaler.  |
| 1821 | Instrument.    | 400 riksdaler.  |
| 1822 | Instrument.    | 2254 riksdaler. |